# Papyrus Moskau 4676

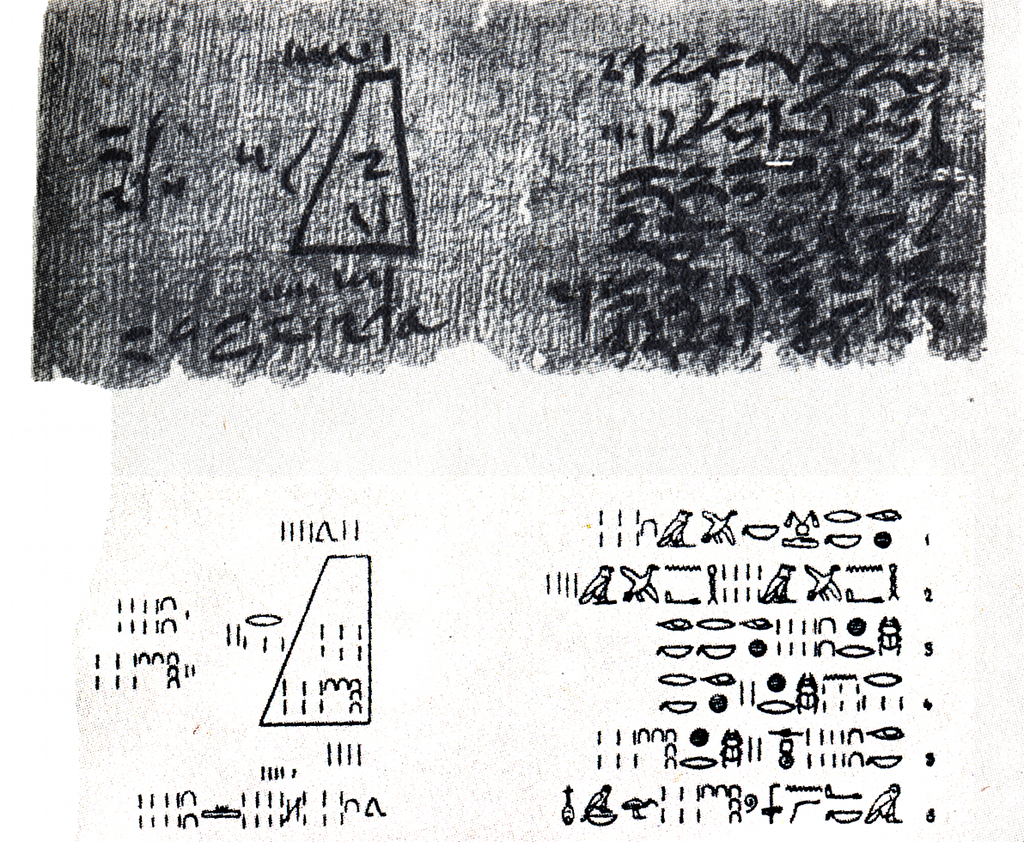
Detail des Papyrus Moskau (Aufgabe 14), oben Original in Hieratischer Schrift, unten Transkription in Hieroglyphen

Der Papyrus Moskau 4676 (auch Moskauer Papyrus oder Mathematischer Papyrus Moskau) ist ein altägyptischer Papyrus mit mathematischem Inhalt, der eine Sammlung von insgesamt 25 Rechenaufgaben enthält. Er ist 5,44 m lang und nur 8 cm breit, wird etwa auf das Jahr 1850 v. Chr. datiert und ist neben dem Papyrus Rhind eine der wichtigsten historischen Quellen für die antike ägyptische Mathematik. Er ist von den nunmehr in Moskau befindlichen Papyri der bekannteste und bekam daher diese Bezeichnung.

## Entdeckungsgeschichte
Dieser Papyrus wurde 1893 von dem Ägyptologen Wladimir Semjonowitsch Golenischtschew in Ägypten angekauft und stammt ursprünglich aus Dra Abu el-Naga bei Theben. Der russische Ägyptologe unternahm insgesamt 60 Ägyptenreisen, auf denen er selbst keine eigenen Grabungen durchführte, und verkaufte im Jahre 1911 seine gesammelten Antiquitäten einschließlich des Papyrus Moskau dem Puschkin-Museum für bildende Künste in Moskau, wo es sich noch heute mit der Inventarnummer 4676 befindet.

## Inhalt
Der Papyrus ist in hieratischer Schrift niedergeschrieben, deren Übersetzung 1930 von Wassili Wassiljewitsch Struwe und Boris Alexandrowitsch Turajew veröffentlicht wurde.
Der Papyrus enthält 25 mathematische Aufgaben, die nicht so systematisch angeordnet sind, wie beispielsweise im Papyrus Rhind. Deshalb sieht Gabriele Höber-Kamel den Papyrus Moskau als eine Art „Prüfungsarbeit“ und untermauert diese Hypothese einerseits mit der – im Vergleich zu anderen mathematischen Papyri – relativ geringen Aufgabenanzahl und andererseits durch die vorhandene Zusatzbemerkung hinter den Aufgaben, die übersetzt in etwa lautet: „Du hast richtig herausgefunden.“
Die Rechenaufgaben umfassen zumeist Probleme mit einer Unbekannten, die sogenannte Hau-Rechnung.
| D36 · M35 | P6 | , |

| D36 · M35 | P6 | , |

### Aufgabe 6
Aufgabe 6 stellt die Frage nach den Seiten eines Rechtecks mit gegebener Fläche (12) und gegebenem Seitenverhältnis (3 zu 4). Die Lösung benötigt die Bestimmung einer ganzzahligen Quadratwurzel.

### Aufgabe 10

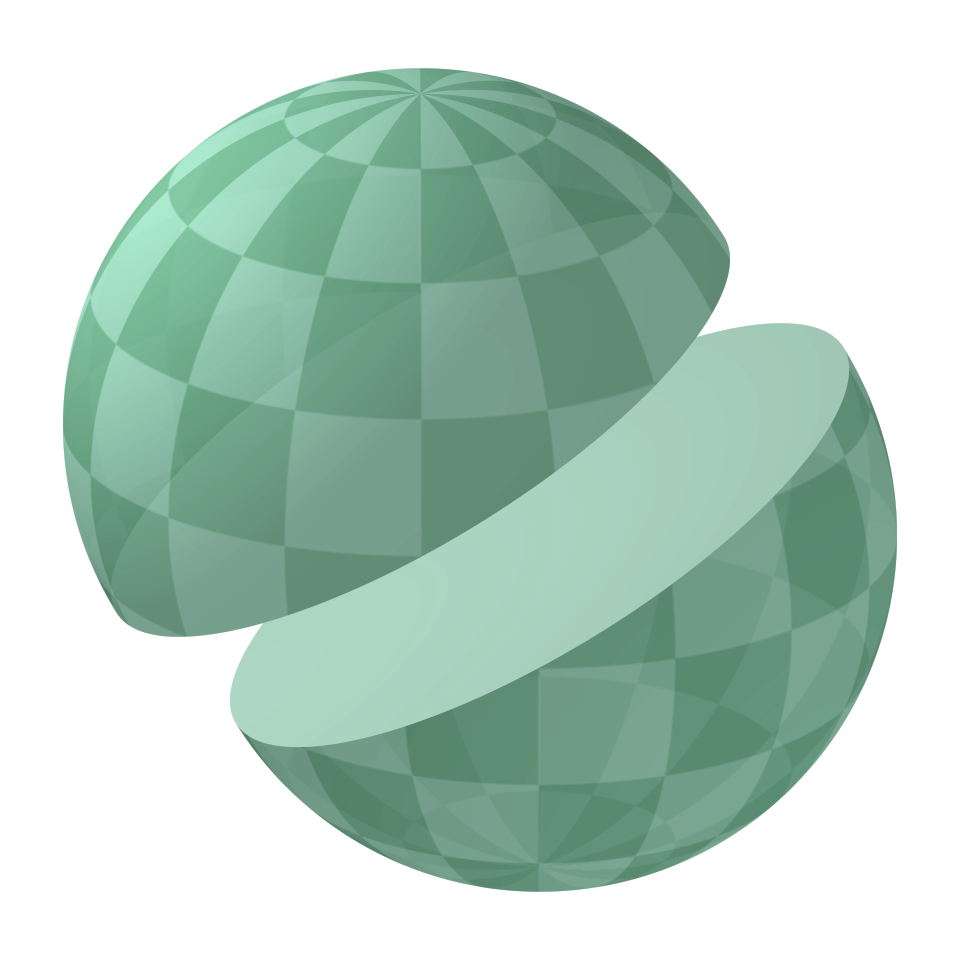
Eine Kugel aufgeteilt in zwei Halbkugeln

Diese Aufgabe behandelt die Berechnung einer Korboberfläche. Aufgrund von Lücken im Text und der Mehrdeutigkeit des Symbols für „Korb“ ist die exakte Deutung jedoch umstritten. In der Fachliteratur finden sich unter anderem Deutungen als Oberfläche einer Halbkugel, eines Halbzylinders oder auch eines korbähnlichen Vorratsbehälters. Unabhängig von der genauen Deutung stellt die Aufgabe aber in jedem Fall eines der ältesten schriftlichen Zeugnisse der näherungsweisen Berechnung einer krummlinigen Oberfläche dar. Die im Folgenden angegebene Beschreibung geht von einer Deutung als Halbkugel aus.
Aus dem Originaltext dieser Aufgabe ergibt sich folgende Berechnungsformel, wobei die Größe d für den Öffnungsdurchmesser des Korbes und damit den Durchmesser des Halbkugelbodenkreises steht:
{\displaystyle A=2\times d\times {\frac {8}{9}}\times {\frac {8}{9}}\times d={\frac {128}{81}}d^{2}}
Im Vergleich dazu die nach heutiger Erkenntnis korrekte Formel für die Berechnung einer Halbkugeloberfläche:
{\displaystyle A={\frac {1}{2}}\pi d^{2}} mit {\displaystyle \pi \approx 3{,}14159\ldots }
Das heißt, die Formel entspricht einer Verwendung des folgenden Näherungswertes für die Kreiszahl π (Pi):
{\displaystyle \pi \approx {\frac {256}{81}}=3+{\frac {1}{9}}+{\frac {1}{27}}+{\frac {1}{81}}\approx 3{,}16049\ldots }

### Aufgabe 14

Pyramidenstumpf, die links dargestellte Figur ist im Papyrus

Berühmt ist die Aufgabe 14, in der das Volumen eines quadratischen Pyramidenstumpfs bestimmt wird. Die verwendete Formel ist korrekt und lautet in moderner Schreibweise:
{\displaystyle V={\frac {1}{3}}h(a^{2}+ab+b^{2}),}
wenn a und b die Seitenlängen des Grund- und Deckquadrates sind und h die Höhe. In der Aufgabe wird konkret mit den Zahlen a = 4, b =  2 und h = 6 gerechnet:
{\displaystyle V={\frac {1}{3}}6(4^{2}+4\times 2+2^{2})}
Damit ergibt sich ein Volumen von 56 [VE].

## Verwandte Themen
Weitere Papyri mathematischen Inhalts:
- Papyrus Rhind
- Lahunpapyri
- Mathematik im Alten Ägypten
- Liste der Papyri des Alten Ägypten